# Koumagou
La Koumagou (ou Koumangou, Kumagu) est un cours d'eau du Bénin, puis du Togo. C'est un affluent de la Pendjari.
Elle prend sa source à 10 km au sud-est de Tanguiéta et coule dans la chaîne de l'Atakora jusqu'aux environs de Boukoumbé. Sa longueur est de 59 km.

## Galerie de photos

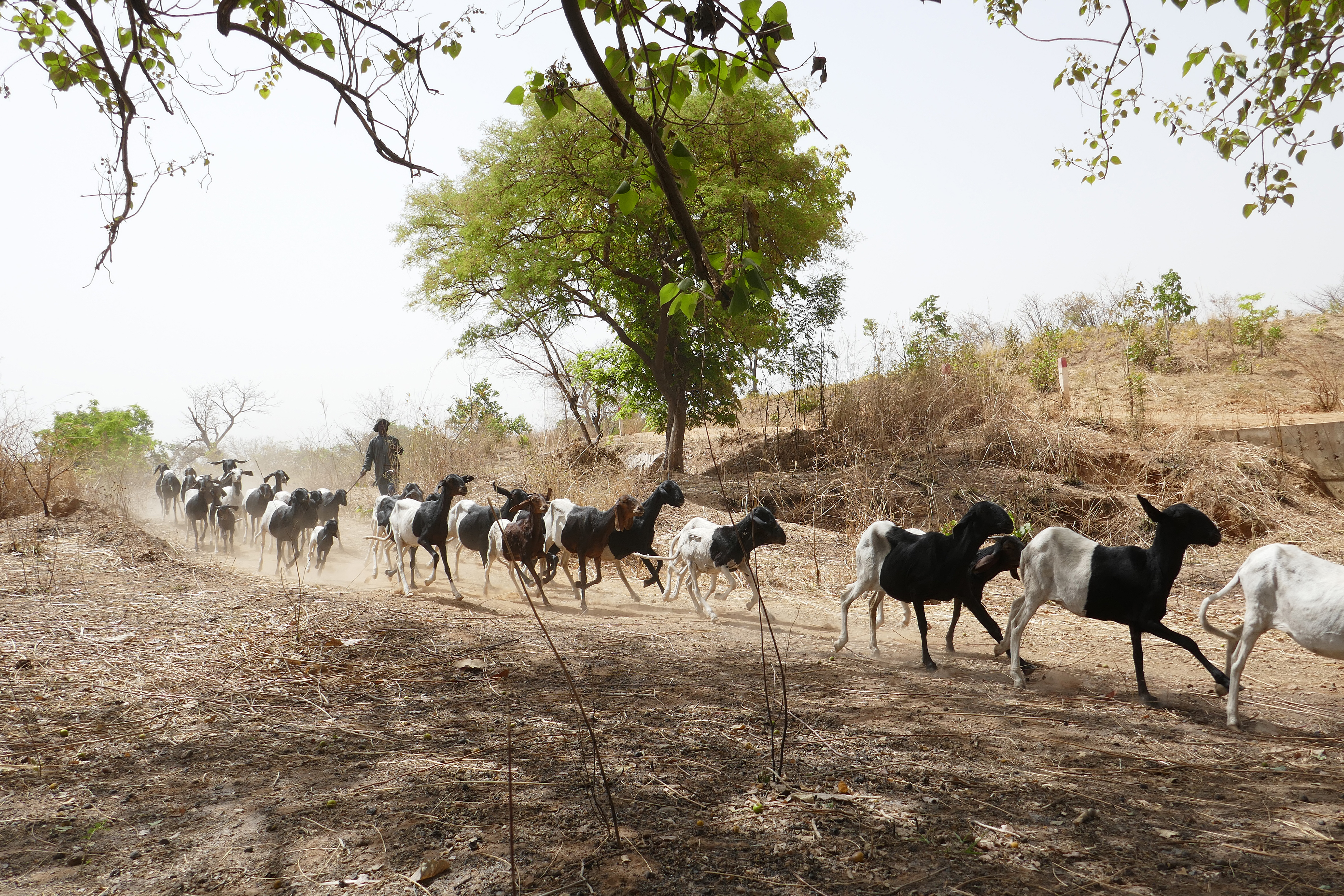
Koumagou et les moutons
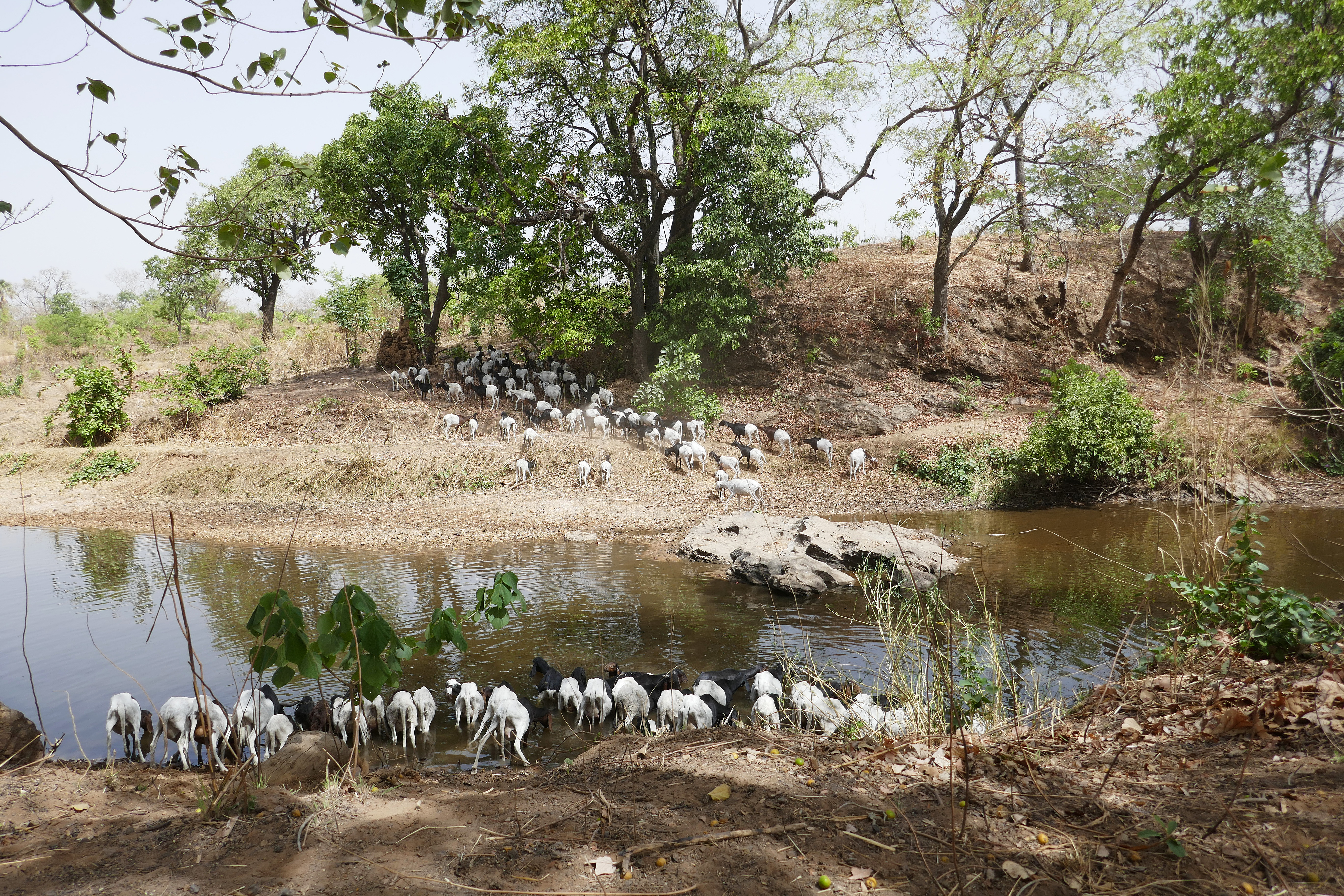
Rivière et les moutons